# Містер Хенкі
Містер Генкі (англ. Mr. Hankey) — персонаж анімаційного серіалу «Південний парк», розумний шматок фекалій, символ Різдва (він відомий також як «Містер гімняшка, різдвяна лайняшка», англ. Mr. Hankey the Christmas Poo).

## Задумка образу
Містер Генкі є злісною пародією на традиційні різдвяні символи. Його життєрадісна поведінка нагадує персонажів різдвяних телешоу 60-х компанії Rankin / Bass. Джон Крісфалусі, творець «Шоу Рена і Стімпі», хотів подати в суд на «Південний парк», стверджуючи, що образ містер Генкі скопійований з його героя «Nutty the Nutmeg Poop»; Трей Паркер це заперечував. Згідно з Паркером, ідею містера Генкі йому підказав епізод з дитинства: батько лякав його, що, якщо Трей забуде змити в туалеті, звідти вийде містер Генкі і вб'є його. Критики відзначають схожість містера Генкі і одного з найвпізнаваніших символів американської культури Міккі Мауса (обидва мають пухке тіло, добрі великі очі і носять білі рукавички). Повне ім'я містера Генкі — Mr. Hankey the Christmas Poo — є каламбуром (Christmas Poo може також означати «різдвяне шампанське»).
Образ різдвяної какашки був придуманий авторами з самого зародження серіалу (однією з ідей було далі зробити його головним героєм); так, він з'являється в першому варіанті заставки невипущеного варіанту пілотного епізоду «Південного парку».

## Розвиток персонажа
Містер Генкі живе в каналізації під Південним Парком і відвідує на Різдво слухняних дітей, чий раціон містить багато клітковини. В неріздвяний час містерові Генкі складно з'являтися на поверхні Землі. Друзів він вітає фразою «Howdy ho!» (В українському перекладі «При-ві-ітики!»); також в спілкуванні він схильний вживати дивні для шматка фекалій поради на кшталт «чистіть свої зуби» або «від тебе пахне квіточками». У містера Генкі надзвичайно добрі стосунки з Кайлом; Стен і Кенні ставлять до нього прохолодніше, а Картман говорить, що «ненавидить це різдвяне лайно».
Вперше містер Генкі з'являється в епізоді «Містер Генкі, різдвяна гімняшка». Там з'ясовується, що з різдвяною какашкою вже деякий час знайомий Кайл; однак, коли він говорить про це друзям або батькам, ті думають, що він зійшов з розуму. Коли Кайла вже садять в психлікарню, з'ясовується, що Шеф теж знає містера Генкі. Коли всі городяни наважуються в нього повірити, містер Генкі з'являється перед усіма і стає символом Різдва, не обтяженим відмінностями між конфесіями і різними групами людей. У цьому сюжеті пародіюється характерний для казкових героїв принцип «він з'являється, тільки якщо в нього вірити».
Мабуть, популярність містера Генкі з моменту цієї серії не зменшилась, оскільки в епізоді другого сезону «Щасливого Різдва, Чарлі Менсон!» Він постає популярним різдвяним символом. Вірші про нього читають в супермаркеті, де, крім того, сидить людина, одягнений містером Генкі (по аналогії з Санта-Клаусом), а по телевізору йдуть постановки про боротьбу доброго різдвяного калу з поганим.
У серії «Солоні шоколадні яйця Шефа» містер Генкі серйозно хворіє, оскільки відвідувачі, що приїхали в Південний Парк на кінофестиваль харчуються здоровою їжею, і їх кал згубний для нього. Містера Генкі рятують чудодійні цукерки «Солоні шоколадні яйця Шефа». Зрештою містер Генкі проганяє всіх учасників фестивалю з Південного Парку, за допомогою мігії, затопивши все місто фекаліями.
Епізод «Класичні різдвяні пісні від містера Генкі» є збіркою музичних кліпів, які наспівує сам містер Генкі; йому присвячена окрема пісня "Mr. Hankey the Christmas Poo ". Ці та деякі інші пісні увійшли до альбому "Mr. Hankey's Chistmas Classics ".
У нього дружина-алкоголічка Отум і троє дітей — Корнуолліс, Поносинка і Саймон (недорозвинений, тому що народився з горіхом в голові). Тут стає зрозуміло, що манера мови і вітання характерна не тільки для містера Генкі, але і для всієї його родини. У цьому епізоді вони допомагають дітям повернути місту дух Різдва.
Останній раз містер Генкі з'явився в епізоді «Вбити Санта-Клауса». Він допоміг врятувати Санта-Клауса, який потрапив в іракський полон, надавши дітям свій Кака-експрес. Потім з'явився в невеликому фрагменті в епізоді 201.

## Сім'я містера Генкі
В епізоді «Дуже гімняне Різдво» з'ясовується, що у містера Генкі є сім'я. Як і сам містер Генкі, всі члени його сім'ї — розумні, розмовляючі шматки фекалій. Незважаючи на те, що в серіалі вони показані лише одного разу, очевидно, що сім'я містера Генкі — безумовно, колоритна.

### Житло
В цьому ж епізоді стає відомо, що сам містер Генкі живе в прикрашеному яскравими фарбами саморобному будиночку. Будинок складається з чотирьох частин, кожна з яких, можливо, є окремою кімнатою або двоповерховим блоком. В цілому будиночок містера Генкі складається з: алюмінієвої бутербродниці з написом «Mother day !!!»; пластикової пляшки з-під дитячого харчування; картонної коробки з написом «FRISKAS» (судячи з усього з-під котячого корму). Дах будинку утворюють три розгорнуті книги. Внутрішня атмосфера будинку також свідчать про те що більша частина предметів і меблів була зроблена з підручних матеріалів. Наприклад, ліжко в дитячій кімнаті зроблене з рівно вигнутої бляшанки з кліпсами. Численні карнизи — уламки олівців, штори та гардини — скручені паперові серветки. Обідній стіл — сірникова коробка, а винний бар — прикручена до стіни сигаретний пачка. У передпокої можна помітити розкладний медальйон з фотографіями подружжя Генкі.
Праворуч від будинку у містера Генкі є розкрита помаранчева консервна банка, що заміняє йому гараж. На четвертій хвилині мультфільму в ній можна розгледіти маленьку заводну машинку яскраво червоного кольору. Причина, по якій творці вирішили зробити свій різдвяний символ автолюбителем, не зрозуміла, оскільки в більшості випадків містер Генкі переміщається по каналізації і до «відкритого світу» за допомогою чаклунства. Також характерно, що його житло розташоване на одному з бортів каналізації, а значить, їздити містер Генкі може тільки по замкнутій території. Можливо між бортами існують мости, однак вони в епізоді показані не були.

### Дружина
Отум-дружина містера Генкі. При першому знайомстві стає відомо, що вона — алкоголічка у глибокому запої. Улюблений напій Отум — мартіні з оливкою. Незважаючи на свої численні недоліки, у неї ті ж звички і манера мови, що і у її чоловіка. У неї паскудний характер з постійним бажанням принизити чоловіка перед публікою. У присутності головних героїв вона заявляє про бажання роздягтися догола, тільки б досадити містерові Генкі. Так само відомо, що великі груди Отум — це шматки переробленого силікону, знайденого нею в каналізації. Можливо, причиною алкоголізму дружини є те, що містер Генкі — імпотент, про що Отум неодноразово заявляла головним героям і своїм дітям.

### Корнуолліс
Корнуолліс — старший син сімейства Генкі. Судячи з його зовнішності і манері мови Корнуолліс — закомплексований підліток, однак, досить сильно поважає батька. У вище згаданому епізоді Корнуолліс ставить під сумнів справедливість свого статусу різдвяного символу і критично міркує про те, чи має право лайно брати хоч якусь участь в створенні «духу Різдва». Однак, пізніше, під враженням від веселої пісні батька, починає в це вірити. Корнуолліс носить блакитну кепку з червоним дашком і помаранчевий шарф.